# 24mila voci
24mila voci è stato un programma televisivo italiano di genere varietà, trasmesso su Rai 1 per due puntate tra dicembre 2010 e gennaio 2011 con la conduzione di Milly Carlucci.

## Il programma
Il programma era basato su una gara tra gruppi canori formati da persone comuni, che si cimentavano nel canto, ballo e recitazione.
La prima ed unica edizione ha avuto come giurati Gigi D'Alessio, Fabio Canino, Sandro Mayer e Gloria Gaynor. Ospite fisso Miss Italia 2010 Francesca Testasecca.

### Critiche e successo
La trasmissione ha avuto recensioni negative da parte della stampa specializzata, che ha trovato alcune similitudini con un altro programma del sabato sera condotto da Milly Carlucci, Ballando con le stelle, anche se concentrato sulle doti canori dei concorrenti in luogo delle abilità nel ballo. Pur considerando la conduzione "enfatica", è stata inoltre evidenziata negativamente l'eccessiva durata dello spettacolo di circa tre ore e mezzo.
I dati d'ascolto non sono stati soddisfacenti, sempre al di sotto dei tre milioni e in calo nella seconda e ultima puntata.

### Ascolti
| Puntata | Data             | Telespettatori | Share  |
| ------- | ---------------- | -------------- | ------ |
| 1       | 25 dicembre 2010 | 2.948.000      | 16,34% |
| 2       | 1º gennaio 2011  | 2.662.000      | 14,14% |